# ضاحكة أولى سفلية
الضاحكة الأولى السفلية (بالإنجليزية:Mandibular First Premolar) هو السن الرابع بعيداً عن خط منتصف الوجه يسبقه الناب السفلي ويتلوه الضاحك الثاني السفلي، تشبه وظيفة الضاحك السفلي وظيفة الأنياب من حيث أن التمزيق هو عمله الرئيسي أثناء المضغ، لا توجد ضواحك الفك السفلي عند الأطفال. وبدلاً من ذلك، فإن الأسنان التي تسبق ضواحك الفك السفلي الدائمة هي الأضراس اللبنية في الفك السفلي.
1. ↑  نموذج تأسيسي في التشريح، QID:Q1406710